# The First Class
The First Class es el álbum debut homónimo de la banda británica del mismo nombre. Fue publicada en septiembre de 1974 a través de UK Records.

## Antecedentes
The First Class fue la creación de estudio del cantautor británico John Carter, quien contrató a los cantantes Tony Burrows (anteriormente de The Flower Pot Men y Edison Lighthouse) y Chas Mills para que se unieran a él para grabar el material que Carter escribió junto con su socia creativa y esposa, Gillian Shakespeare. Si bien hubo cierta demanda de presentaciones en vivo por parte del grupo, ni Carter ni Burrows tenían tiempo ni interés en hacer giras, por lo que un grupo que incluía al bajista Robin Shaw, el cantante principal Del John, el guitarrista Spencer James, el tecladista Clive Barrett y el baterista Eddie Richards se reunió para realizar varias fechas como The First Class. Aunque ese quinteto fue fotografiado y acreditado junto con Carter, Burrows y Mills en la portada del álbum, ninguno del quinteto “en vivo” actuó en «Beach Baby» o en ninguna de las otras pistas del álbum.

## Grabación y contenido
Las sesiones de grabación del álbum tuvieron lugar en los estudios Lansdowne, en Londres, Inglaterra. Carter produjo el álbum mientras que Paul Holland se desempeñó como ingeniero de audio. The First Class contenía diez canciones. Todas las canciones fueron escritas por el dúo de compositores Carter–Shakespeare. Peter John Barnfather recibió crédito de composición en «The First Day of Your Life».

## Recepción de la crítica
Un escritor no especificado de Record World comentó: “Tony Burrows, Chas Mills y Robin Shaw unen fuerzas con John Carter para ofrecer armonías emocionantes y eufónicas, como lo han hecho anteriormente bajo los nombres White Plains, Edison Lighthouse y otros”. Un escritor no especificado de la revista Cash Box declaró: “Las armonías son impecables y la musicalidad totalmente profesional”.

## Lista de canciones
Todas las canciones escritas y compuestas por John Carter y Gillian Shakespeare, excepto donde esta anotado.
Lado uno
1. «Beach Baby» – 5:17
2. «Won't Somebody Help Me» – 3:17
3. «What Became of Me» – 3:10
4. «Surfer Queen» – 3:53
5. «The First Day of Your Life» (Carter, Shakespeare, Peter John Barnfather) – 2:54

Lado dos
1. «Long Time Gone» – 3:39
2. «Dreams Are Ten a Penny» – 2:38
3. «Bobby Dazzler» – 3:34
4. «The Disco Kid» – 3:15
5. «I Was Always a Joker» – 3:44

## Créditos y personal
Créditos adaptados desde las notas de álbum de The First Class.
The First Class
- Tony Burrows – voces
- Chas Mills – voces
- John Carter – voces
- Del John – voces
- Robin Shaw – voces, bajo eléctrico
- Eddie Richards – voces, batería
- Spencer James – voces, guitarra líder
- Clive Barrett – voces, piano, órgano

Músicos adicionales
- Bix Palmer – disc jockey en «Beach Baby»

Personal técnico
- John Carter – productor, arreglos vocales
- Paul Holland – ingeniero de audio
- Gerry Butler – arreglos orquestales
- John Thomson – fotografía